# Wagle Ki Duniya
Wagle Ki Duniya (literalmente: El mundo de Wagle) es una comedia de situación india que se emitió en DD National de 1988 a 1990. Fue producida por Durga Khote, dirigida por Kundan Shah, y se basó en personajes creados por el conocido dibujante de cómics, RK Laxman, especialmente «el hombre común» sobre los problemas del hombre indio común de clase media. Fue protagonizada por Anjan Srivastav como un torpe empleado de ventas en una multinacional y Bharati Achrekar como su esposa.

## Historia
La serie se basó en las luchas cotidianas, del nervioso vendedor, Srinivas Wagle, que vivía con prudencia como una persona de clase media de la época.
La serie semanal fue concebida por R.K. Laxman, y él mismo narró el guion, Se basó en el personaje de RK Laxman sobre el hombre común por excelencia. El director, Kundan Shah había dirigido previamente el clásico de comedia Jaane Bhi Do Yaaro (1983) y su serie de televisión Nukkad de 1985-1986 con Saeed Akhtar Mirza.
Más tarde, Laxman incluso estuvo presente durante la pantalla del personaje principal. Se suponía que la ejecución original era de seis episodios, pero al ver la respuesta, corrió hasta 13 episodios. La serie alcanzó un seguimiento de culto, e hizo de Anjan Srivastav un nombre familiar. Más tarde se revivió como Wagle Ki Nayi Duniya (El Nuevo Mundo de Wagle). El actor de cine, Shahrukh Khan hizo una aparición especial en la serie, antes de hacer su gran debut televisivo con la serie de televisión Fauji (1988).
En uno de sus episodios más memorables, Wagle sale a comprar tela para cortinas durante Diwali, pero termina comprando 10 veces la cantidad de tela requerida. Por lo tanto, la familia no solo tiene cortinas sino también fundas de sofá, camisas y una sari de la misma tela brillante.

## Reparto
- Anjan Srivastav como Srinivas Wagle.[12]
- Bharati Achrekar como Radhika Wagle.
- Shahrukh Khan (aparición especial - episodio de la Estación de policía).[10]
- Dicky Nagpal como Manoj Wagle.
- Jeetendra Dasadiya como Raju Wagle.
- Harish Magon como Bhalla.
- Virendra Saxena como Gadkari.
- Narendra Gupta como policía (episodio de la Estación de policía).
- Arpit Singhai como Priyanka Singhai Husband.
- Deepak Qazir Kejriwal como Verma, oficial de licencia (episodio Bribe).
- Achyut Potdar como oficial de licencia (episodio Bribe).
- Harish Patel
- Mushtaq Khan
- Nandita Thakur
- Sankalp Dubey

## Secuela
En 2012, el personaje Wagle fue traído de vuelta con una nueva serie por el mismo equipo, Detective Wagle, que comenzó en el canal Doordarshan en noviembre de 2012, donde Anjan Srivastav repitió su papel de Wagle, mientras que el papel de su esposa fue interpretado por Sulbha Arya.